# Petr Berounský
Petr Berounský (17. září 1956, Ústí nad Labem – 6. června 2023) byl český fotograf.

## Život a dílo
Narodil se v rodině výtvarníka a zdravotní sestry. Jedny z prvních fotografií, které pořídil, byly z okupace republiky v srpnu roku 1968. Vyučil se v oboru fotograf, po problémech s komunistickým režimem mu nebylo dovoleno studovat vytouženou grafickou školu a nastoupil vojenskou základní službu. Po ní pracoval jako laborant v Krajské laboratoři pro barevnou fotografii (1977), kde se používaly způsoby klasického ručního zpracování barevné fotografie. Po několika letech se stal vedoucím této laboratoře.
V roce 1983 dostal nabídku vybudovat v Ústí nad Labem studio reklamní a technické fotografie. V té době začal spolupracovat s celou řadou umělců jako byli například Michal Tučný, Jiří Korn, Lucie Bílá, Petr Kotvald, Richard Hess – studio UNO, Hanka Křížková a další. Pracoval na plakátech, gramofonových deskách, kalendářích a podobně. Začal fotografovat pro Činoherní studio Ústí nad Labem. V roce 1989 na konkurzu objevil Pavlínu Baburkovou, se kterou navázal přátelství a spolupráci. Později se Pavlína Babůrková stala Miss ČSFR 1992.
Po pádu komunistického režimu s kolegou založili reklamní agenturu. V roce 1995 ze společnosti odešel a vrátil se k prezentaci pod svým jménem. V roce 1991 byl osloven tehdejším ředitelem Ústeckého divadla Petrem Jonášem, zda by nechtěl fotografovat balet a operu, čímž vznikla jeho velká láska k divadlu. V roce 2000 na to navázala nabídka pražského Divadla Ta Fantastika na fotografování Černého divadla a následné všech muzikálů od EXCALUBru až do roku 2010, kdy divadlo pozastavilo všechny představení.
Při povodních v roce 2002 začal spontánně fotografovat již od prvních dnů. Vznikla ucelená kolekce fotografií, kterou pak vydal knižně. Publikace vyšla v limitované edici a veškerý výtěžek věnoval Činohernímu studiu v Ústí nad Labem.
V roce 1998 začal spolupracovat s modelkou Vlaďkou Erbovou.
Byl jedním z mála českých profesionálních fotografů, kteří uceleně fotografovali archeologii a navázal tak svou prací například na fotografy Wernera a Bedřicha Formanovi z 2. poloviny 20. století. Od roku 2005 fotografoval jako dvorní fotograf pro časopis Archeologie. Nafotografoval jedinečnou kolekci artefaktů a pokladů z doby bronzové ze severních a středních Čech a ucelenou kolekci archeologických nálezů z období zvoncovitých pohárů, zachytil unikátní loutku z hrobu šamana z Brna, Francouzské ulice starou 25 tisíc let nebo nejznámější a nejcennější českou národní kulturní movitou památku – Věstonickou venuši. Spolupracuje také s českými egyptology – stal se například součástí týmu projektu rekonstrukce podoby objeveného kněze faraonů z období Staré říše – Neferinpa a jeho ženy.
Petr Berounský měl dvě dcery, Martinu a Kláru. Každou s jinou manželkou. Žil s dívkou, kterou vytrhl z pěstounské péče a doslova ji unesl. Radka se narodila s roštěpem páteře a je na vozíčku. Přestal se intenzivně věnovat fotografii a dával přednost Radce, kterou si 11. června 2022 ve 12:00 vzal za ženu. Svatba proběhla v severočeských Mlýnech.

## Galerie

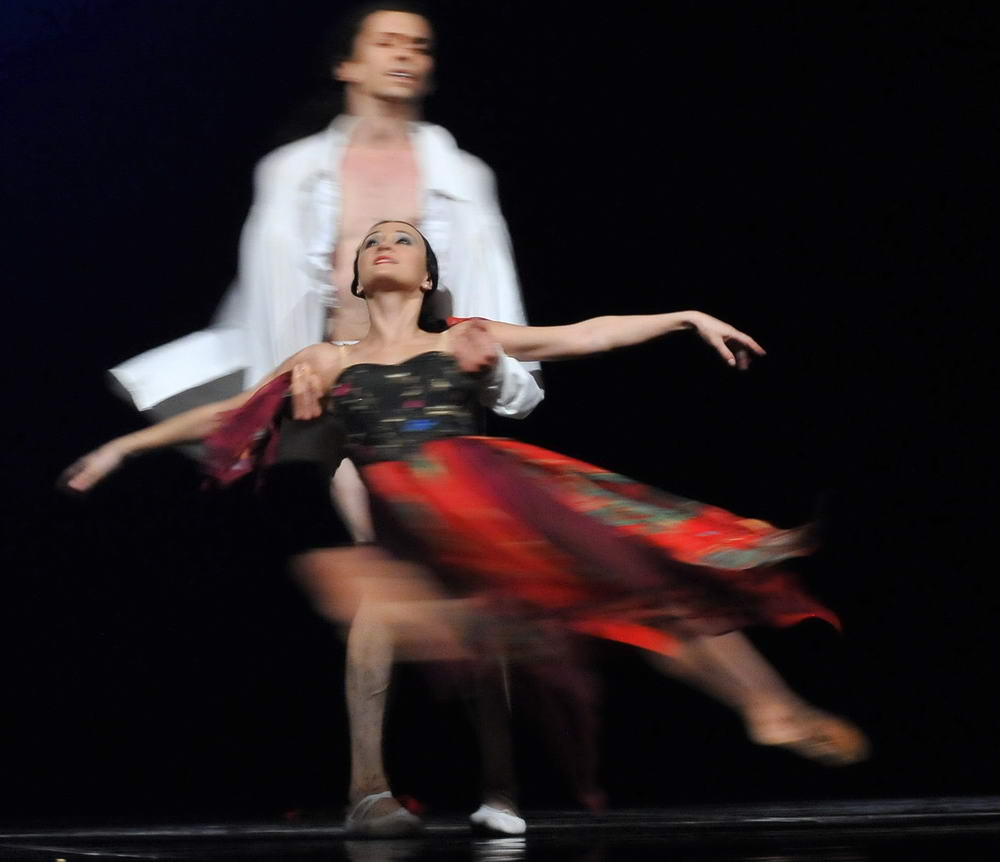
Chopin, Ústecké divadlo, 2010
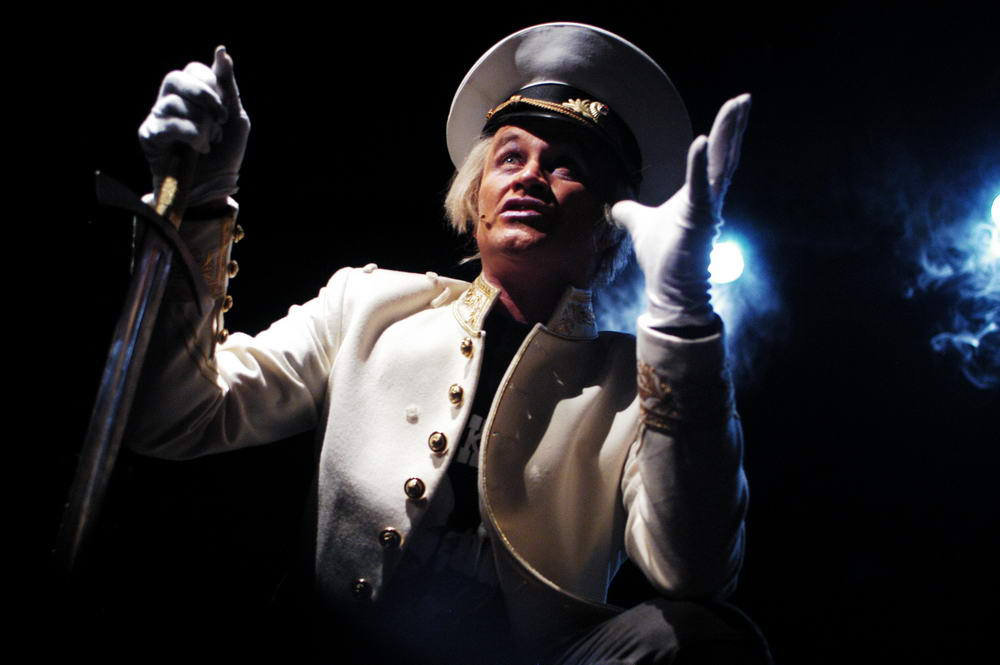
Michael Kocáb, Excalibur, Ta Fantastika
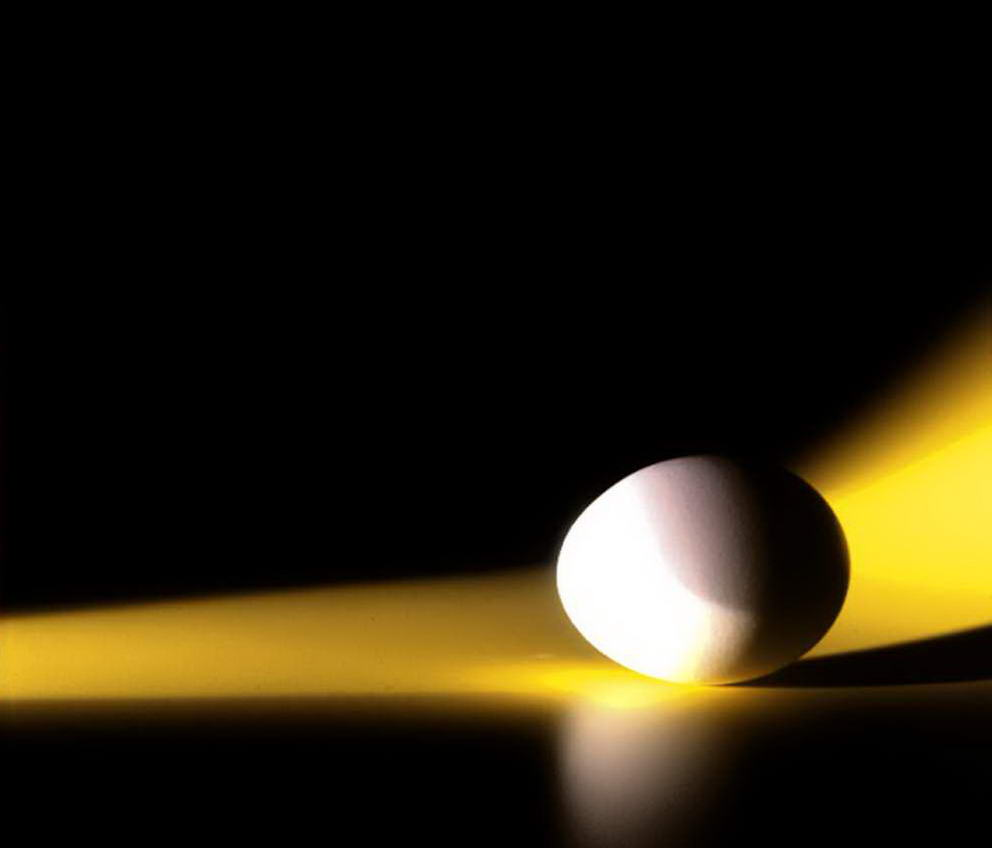
Vejce 1, 1996
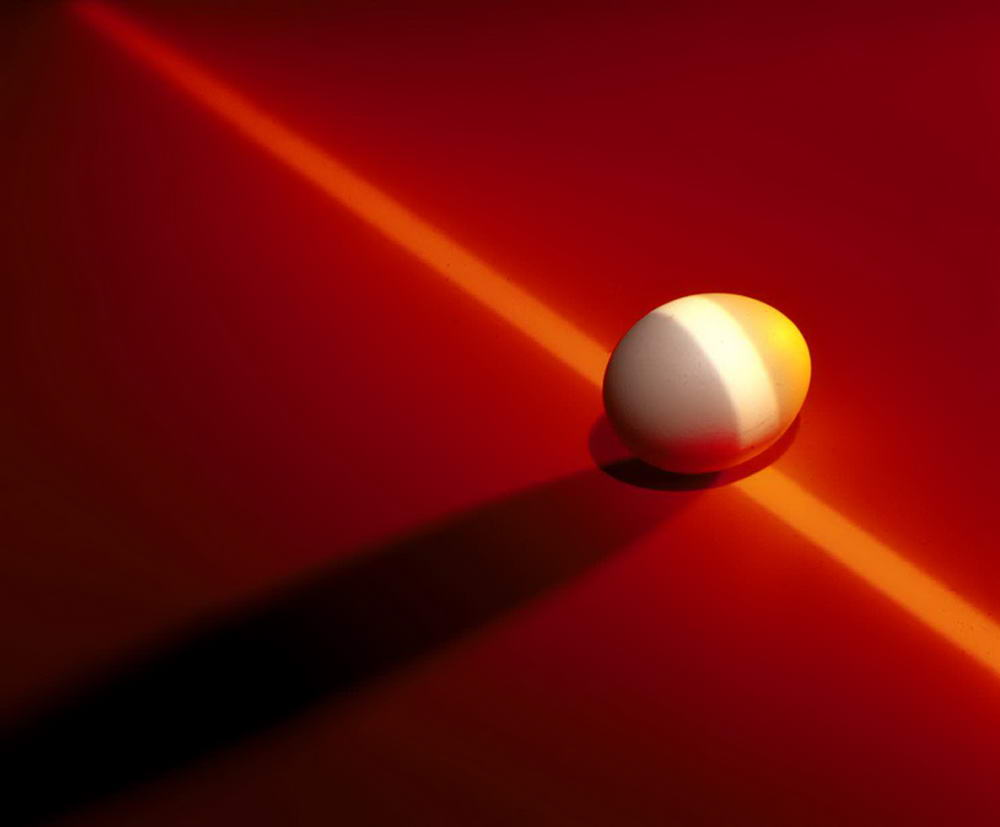
Vejce 2, 1996
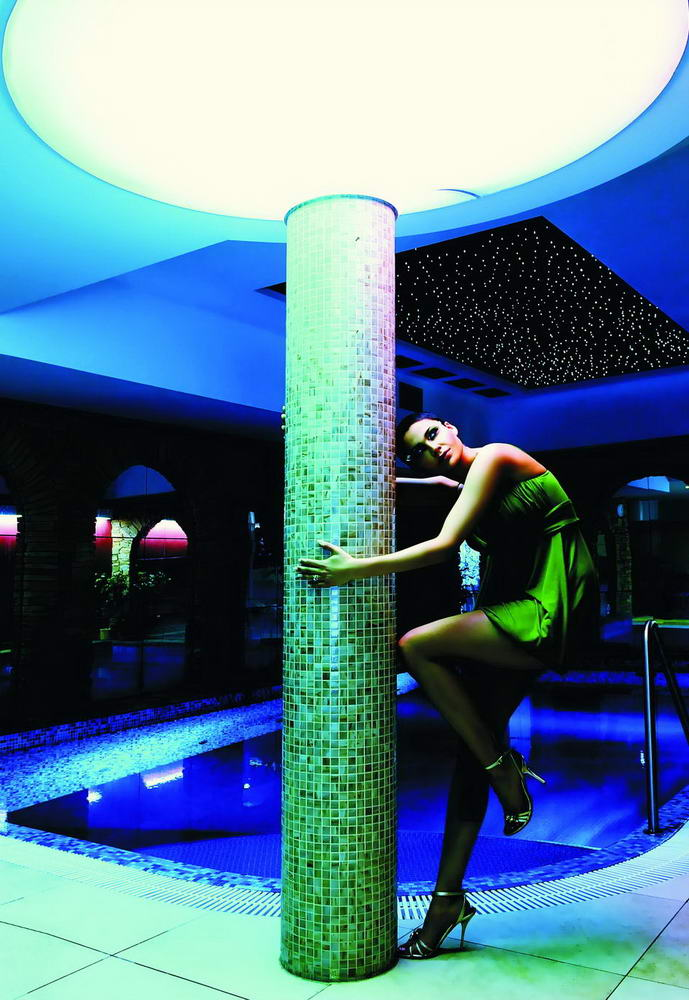
Vlaďka, 2009
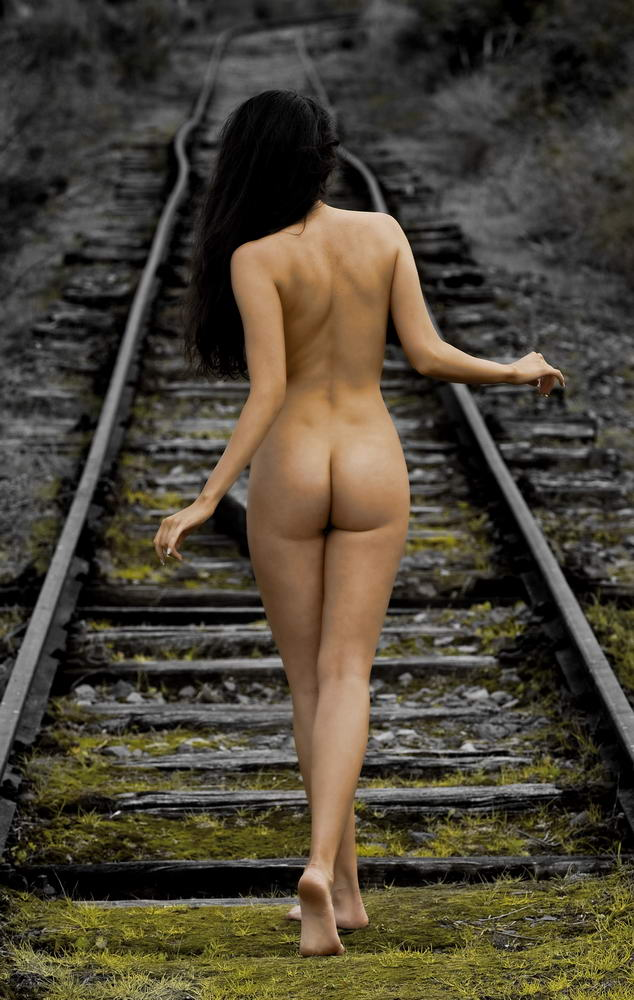
Koleje, 2010